# Pedro Muñoz
Pedro Muñoz là một đô thị thuộc Ciudad Real, Castile-La Mancha, Tây Ban Nha. 

## Dân số
Pedro Muñoz